# 浮世絵春画名品集成
定本・浮世絵春画名品集成（ていほん・うきよえ しゅんが めいひんしゅうせい）は、1995年から2000年にかけて河出書房新社から刊行された春画の選集である。監修は林美一とリチャード・レイン。
1. 縁結出雲杉（えんむすびいづものすぎ）- 葛飾北斎
2. 絵本小町引（えほんこまちびきる）- 喜多川歌麿
3. 色道取組十二番（しきどうとっくみじゅうにつがい）- 礒田湖龍斎
4. 柳の嵐（やなぎのあらし）- 柳川重信
5. 春の薄雪（はるのうすゆき）- 渓斎英泉
6. 恋のやつふぢ（こいのやつふじ）- 歌川国貞
7. 東にしき（あずまにしき）- 葛飾北斎
8. 春色初音之六女（しゅんしょくはつねのうめ）- 歌川国貞
9. 婦美の清書（ふみのきよがき）- 鳥橋斎栄里
10. 絵本開談夜之殿（えほんかいだんよるのとの）- 歌川国貞
11. 閨の雛形（ねやのひながた）- 奥村政信
12. 華古与見（はなごよみ）- 歌川国芳
13. つひの雛形（ついのひながた）- 葛飾北斎
14. 艶本花の奥（えほんはなのおく）- 渓斎英泉
15. ねがひの糸ぐち（ねがいのいとぐち）- 喜多川歌麿
16. 口吸心久茎後編（ちゅうしんぐらこうへん）- 歌川国芳
17. 小柴垣草子（こしばがきぞうし）
18. 艶本葉男婦舞喜（えほんはなふぶき）- 喜多川歌麿
19. 正写相生源氏（しょううつしあいおいげんじ）- 歌川国貞
20. 恋の極み（こいのきわみ）- 菱川師宣
21. 風流江戸八景（ふうりゅうえどはっけい）- 鈴木春信
22. 好色花盛り（こうしょくはなざかり）- 杉村次兵衛 ほか
23. 富久寿楚宇（ふくじゅそう）- 葛飾北斎
24. 袖の巻（そでのまき）- 鳥居清長 ほか

- 別巻 江戸の春・異邦人満開 - リチャード・レイン
- 別巻2 あづま男に京おんな - 春川五七
- 別巻3 初春色ごよみ - 葛飾北斎